# Hymeniopeltis erythroxyli
Hymeniopeltis erythroxyli är en svampart som beskrevs av Bat. & A.F. Vital 1959. Hymeniopeltis erythroxyli ingår i släktet Hymeniopeltis, divisionen sporsäcksvampar och riket svampar.   Inga underarter finns listade i Catalogue of Life.